# Camas
Camas er en by og kommune i det sydlige Spanien i provinsen Sevilla. Den har et indbyggertal på 28.705 (2024) indbyggere.